# Bank (DLR)
Bank is een station, en tevens westelijke eindpunt, van de Docklands Light Railway (DLR) dat onder het gelijknamige metrostation ligt op 41 meter onder straatniveau.

## Geschiedenis
In 1991 werd de Docklands Light Railway (DLR) doorgetrokken naar Bank als gevolg van kritiek op het oorspronkelijke, slecht bereikbare, eindpunt bij Tower Gateway. De perrons van de DLR werden onder die van de Northern Line op 41 meter diepte gebouwd en ten behoeve van overstappers werd aan de oostkant een verbindingstunnel met Monument en aan de westkant een verbindingstunnel met de Central Line gebouwd. Tussen de Central line en de Waterloo & City Line kwam ook een extra verbinding in verband met de grotere reizigersstroom. Tijdens de bouw van deze laatste verbindingstunnel stuitten de bouwers op een boorschild van Greathead dat was achtergelaten bij de aanleg van de Waterloo & City Line. De perrons van de DLR zijn, net als alle DLR stations, rolstoeltoegankelijk al moeten drie liften gebruikt worden tussen straat en perron. In januari 1994 werd een standbeeld van James Henry Greathead geplaatst naast de Royal Exchange. Het werd onthuld door de burgemeester van Londen en is geplaatst op een sokkel die een ventilatieschacht van de metro verbergt. De rest van het station werd grondig gerenoveerd, met reliëftegels op basis van het stadswapen, nieuwe verlichting en vervanging van roltrappen. Dit werk werd in 1997 voltooid, gedeeltelijk gefinancierd door de City of London Corporation.

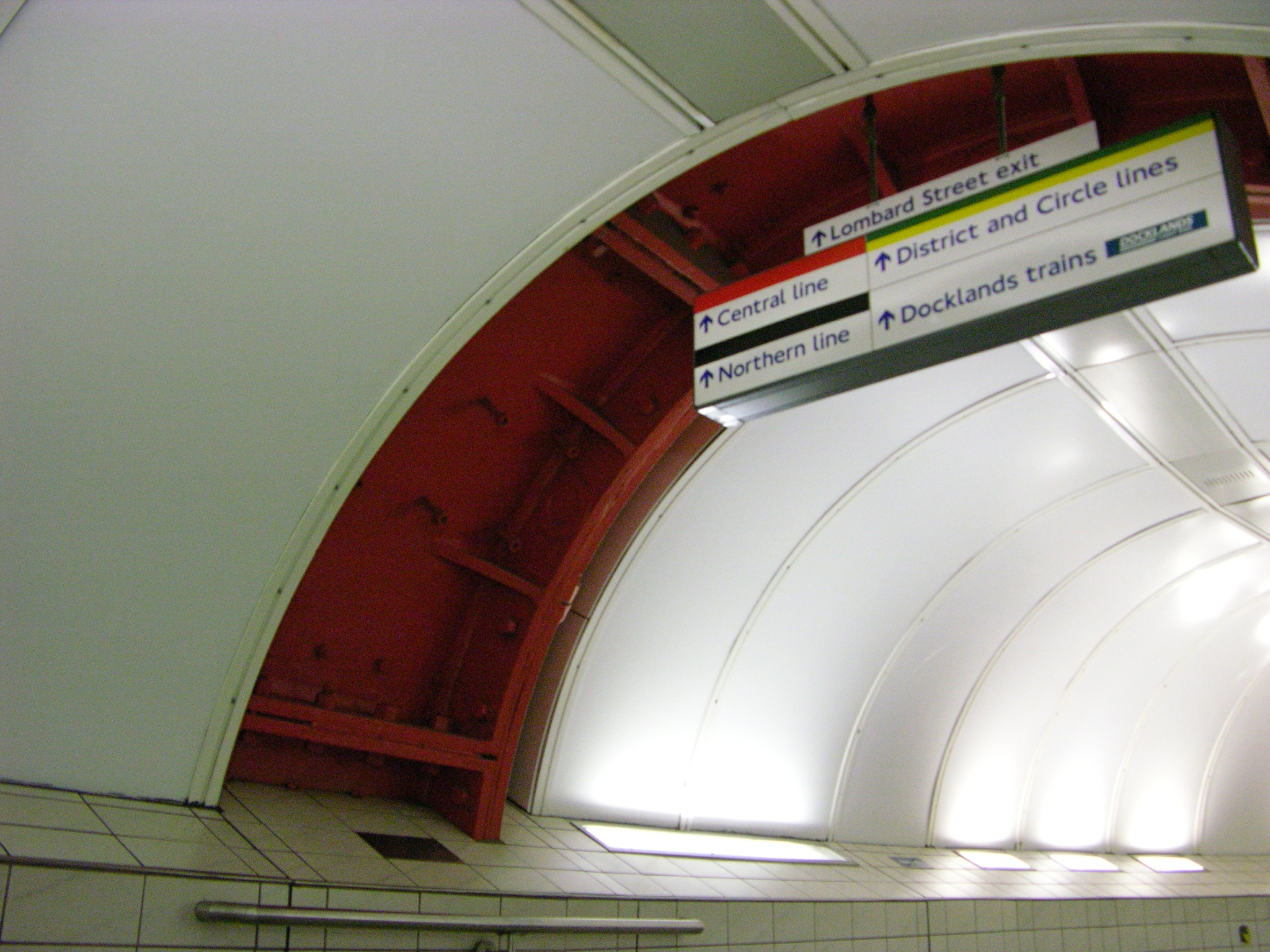
Het boorschild van Greathead
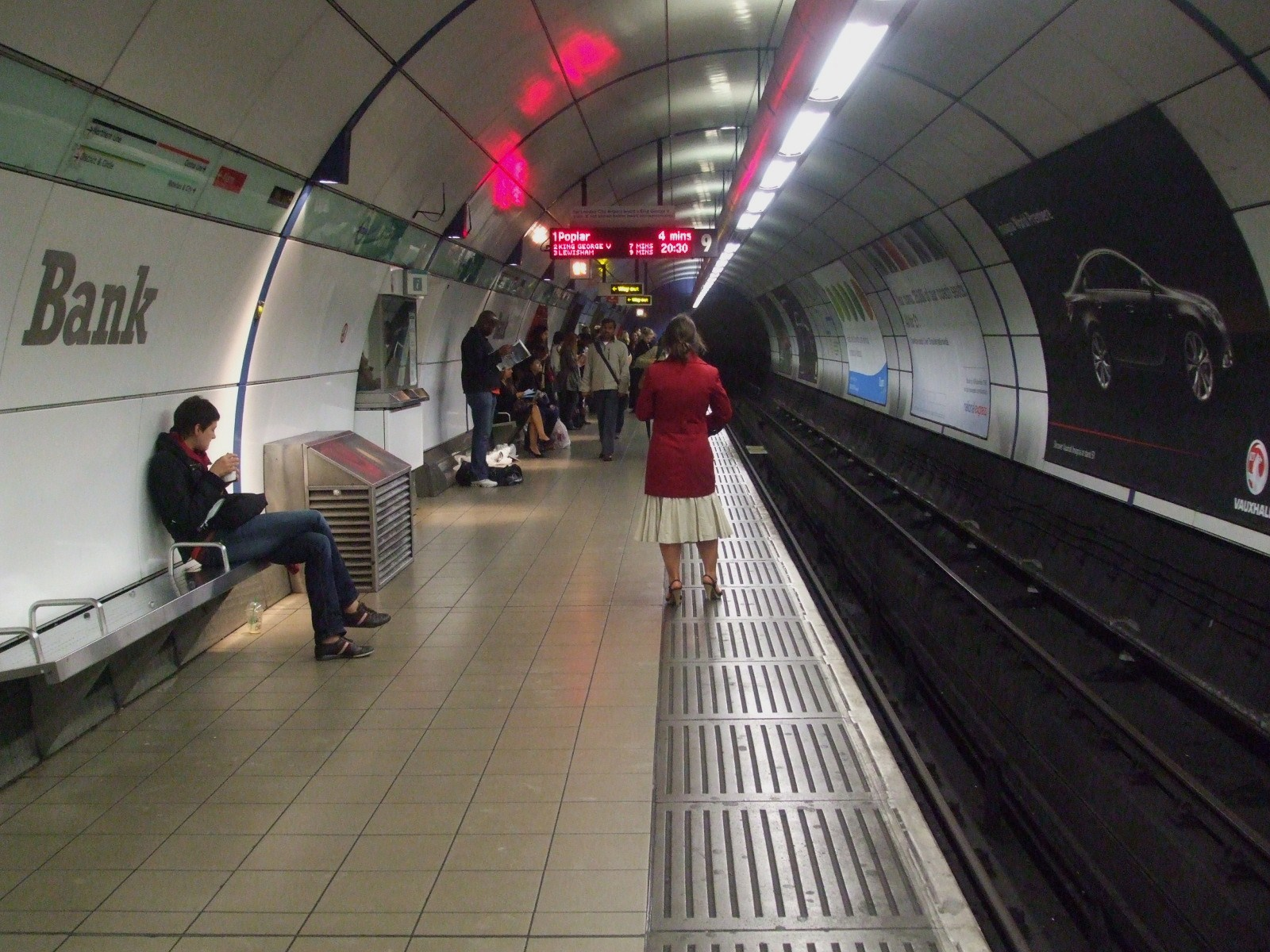
Spoor 9.
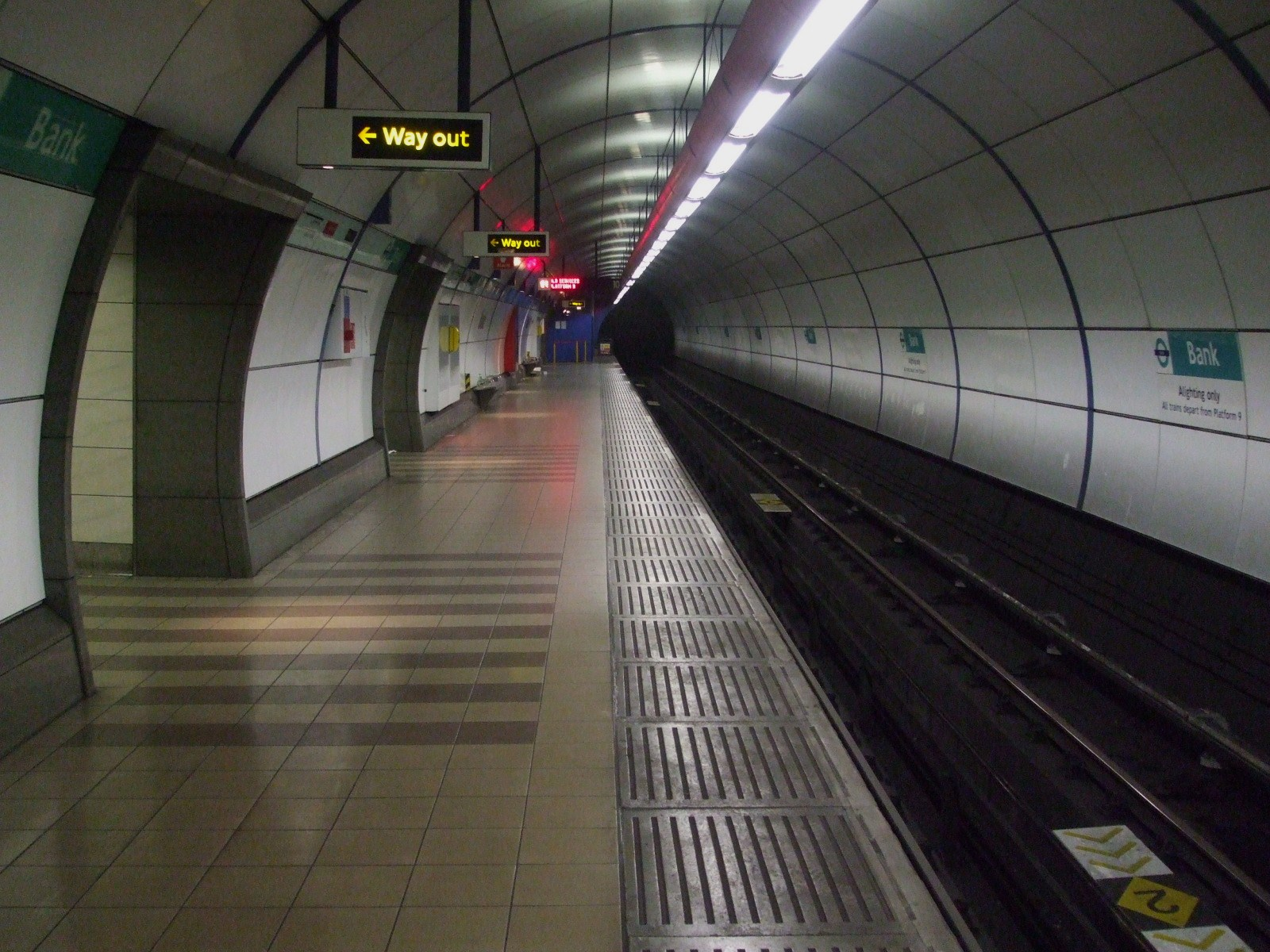
Spoor 10.

## In bedrijf
Het station werd op 29 juli 1991 geopend met twee perrontunnels, de sporen werden doorgenummerd vanaf die van het metrostation en hebben dan ook de nummers 9 en 10 gekregen. Ten westen van het station ligt een doodlopende tunnel met een keerspoor waar de treinen keren voor de terugweg naar de Docklands. De DLR onderhoudt twee routes vanuit Bank:
- Bank-Woolwich Arsenal
- Bank-Lewisham

In 2014/2015 werd een grote verbouwing van het bovengelegen metrostation gepland. De werkzaamheden zijn tussen 2016 en eind 2022 uitgevoerd die grote invloed hadden op de toegang tot het DLR station. Door het project is de toegang tot de DLR, die via de toegangen van het metrostation loopt, verbeterd. De sporen naar het oosten lopen onder de Tower Hill en Tower Gateway naar Shadwell. Er bestaan plannen om een station in te voegen bij Tower Hill ter vervanging van Tower Gateway.

## Omgeving
- City of Londen
- Bank van Engeland
- Natwest
- Mansion House (Londen)
- Londen Mithraeum
- St. Michael's Kerk, Cornhill